# Zużycie techniczne budynków
Zużycie techniczne – zużycie fizyczne budynku; Miara stanu technicznego obiektu budowlanego; Utrata wartości wynikająca z upływu czasu i sposobu użytkowania; Poziom jakości technicznej poszczególnych elementów budowli, odzwierciedlający stopień zużycia i zakres spełniania wymogów norm technicznych przez poszczególne części obiektu w chwili oszacowania i określa poziom zużycia wszystkich elementów budynku zarówno konstrukcyjnych, wykończeniowych, jak i wyposażenia i instalacji.
Zużycie wynika z:
- wieku obiektu budowlanego,
- trwałości zastosowanych materiałów,
- jakości wykonawstwa budowlanego,
- sposobu użytkowania i warunków eksploatacyjnych,
- wad projektowych,
- prowadzonej gospodarki remontowej.

Jest ono wynikiem zużycia poszczególnych jego elementów konstrukcyjnych, wykończeniowych i instalacji.
Zużycie techniczne obejmuje:
- zużycie normalne, związane z upływem czasu i wpływem czynników zewnętrznych (atmosferycznych);
- zużycie przyspieszone, występujące w razie braku należytej konserwacji i remontów;
- zużycie nagłe, występujące w warunkach losowych.

## Szacowanie zużycia nieruchomości zabudowanych
Do oceny stopnia zużycia technicznego całego budynku (nie jego poszczególnych elementów) stosowane są:
- metoda czasowa, w tym:
  - metoda liniowa, tzw. metoda proporcjonalności,
  - metoda nieliniowa Rossa[4],
  - metoda nieliniowa Eytelweina[4],
  - metoda nieliniowa Romsterfena[7];
- metoda wizualna, w tym:
  - metoda średniej ważonej,
  - metoda sztucznych sieci neuronowych prof. Z. Waszczyszyna z Politechniki Krakowskiej[1],
  - metoda uwzględniająca czynniki losowe prof. A. Wodyńskiego z Akademii Górniczo‑Hutniczej[1],
  - metoda szacowania zużycia technicznego przez rzeczoznawcę majątkowego.

## Zastosowanie
Parametr szacowany przy:
- wycenie nieruchomości obejmującej budynek[8],
- określeniu możliwości i warunków użytkowania budynku[9].